# Кірхлешпіц
Кірхлешпіц (нім. Kirchlespitzg) — гора в Ліхтенштейні, висотою — 1 929 м. Ця гора належить до гірського масиву Ретікон в Східних Альпах.
Гора розташована в південно-східній частині Ліхтенштейну. На південний схід від столиці країни — Вадуца, в її підніжжі розкинулася комуна-община Трізенберг і знаходиться вона поміж двох сіл комуни: головного гірськолижного курорту країни села Мальбун та історичної місцини - села Штег.